# Jan Kalous (výtvarník)
Jan Kalous (5. července 1920 Louny – 7. ledna 1976 Roudnice nad Labem) byl český výtvarník a malíř.

## Život
V letech 1942–1949 Vysoké škole uměleckoprůmyslové v Praze u profesora Jana Baucha. Poté žil a pracoval v Roudnici nad Labem. Věnoval se práci se dřevem. Od roku 1950 byl členem Spolku českých výtvarných umělců. Byl synem malíře Antonína Kalouse.

## Dílo
- 1955 dekorace na sklech vlakového nádraží v Teplicích[6]